# Liszt Ferenc műveinek listája
Az alábbi listát Liszt Ferenc műveiből Humphrey Searle állította össze 1966-ban, majd Sharon Winklhofer és Leslie Howard bővítették:

## Eredeti művek

### Opera
- S.1, Don Sanche, ou le Château de l'Amour (Don Sanche, avagy a szerelem kastélya) (1824–25)

### Egyházi kórusművek
- S.2, Die Legende von der heiligen Elisabeth (Szent Erzsébet legendája) (1857–62)
- S.3, Christus (Krisztus) (1855–67)
- S.4, Cantico del sol di Francesco d'Assisi (Szent Ferenc Naphimnusza) [első/második változat] (1862, 1880–81)
- S.5, Die heilige Cäcilia (Szent Cecília) (1874)
- S.6, Die Glocken des Strassburger Münsters (Longfellow) (A strassburgi dóm harangjai) (1874)
- S.7, Cantantibus organis (1879)
- S.8, Missa quattuor vocum ad aequales concinente organo (Szekszárdi mise) [első/második változat] (1848, 1869)
- S.9, Missa solennis zur Einweihung der Basilika in Gran (Gran Mass) (Esztergomi mise) [első/második változat] (1855, 1857–58)
- S.10, Missa choralis, organo concinente (1865)
- S.11, Magyar koronázási mise (1866–67)
- S.12, Requiem (1867–68)
- S.13, 13. zsoltár (Herr, wie lange willst du meiner so gar vergessen) [első/második/harmadik változat] (1855, 1858, 1862)
- S.14, 18. zsoltár (Coeli enarrant) (1860)
- S.15, 23. zsoltár (Mein Gott, der ist mein Hirt) [első/második változat] (1859, 1862)
- S.15a, 116. zsoltár (Laudate Dominum) (1869)
- S.16, 129. zsoltár (De profundis) (1880–83)
- S.17, 137. zsoltár (An der Wassern zu Babylon) [első/második változat] (1859–62)
- S.18, Öt kórus francia szövegre (1840–49)
- S.19, Hymne de l'enfant à son réveil (Lamartine) (Az ébredő gyermek himnusza) [első/második változat] (1847, 1862)
- S.20, Ave Maria I [első/második változat] (1846, 1852)
- S.21, Pater noster II [első/második változat] (1846, 1848)
- S.22, Pater noster IV vegyes karra és orgonára (1850)
- S.23, Domine salvum fac regem (1853)
- S.24, Te Deum I (1853)
- S.25,  Beati pauperes spiritu (Die Seligkeiten) (A nyolc boldogság) (1853)
- S.26, Festgesang zur Eröffnung der zehnten allgemeinen deutschen Lehrerversammlung (Ünnepiének az általános német tanárgyűlés megnyitására) (1858)
- S.27, Te Deum II (1859)
- S.28, An den heiligen Franziskus von Paula (Ima Paolai Szent Ferenchez) (1860)
- S.29, Pater noster I (b. 1860)
- S.30, Responsorien und Antiphonen (1860)
- S.31, Christus ist geboren I (Krisztus megszületett) [első/második változat] (1863?)
- S.32, Christus ist geboren II [első/második változat] (1863?)
- S.33, Slavimo Slavno Slaveni! [első/második változat] (1863, 1866)
- S.34, Ave maris stella [első/második változat] (1865–66, 1868)
- S.35, Crux! Hymne des marins (Tengerész himnusz) (1865)
- S.36, Dall'alma Roma (1866)
- S.37, Mihi autem adhaerere (a 73. zsoltárból) (1868)
- S.38, Ave Maria II (1869)
- S.39, Inno a Maria Vergine (Himnusz Szűz Máriához) (1869)
- S.40, O salutaris hostia I (1869?)
- S.41, Pater noster III [első/második változat] (1869)
- S.42, Tantum ergo [első/második változat] (1869)
- S.43, O salutaris hostia II (1870?)
- S.44, Ave verum corpus (1871)
- S.45, Libera me (1871)
- S.46, Anima Christi sanctifica me [első/második változat] (1874, kb. 1874)
- S.47, St Christopher. Legend (Szent Kristóf, legenda) (1881)
- S.48, Der Herr bewahret die Seelen seiner Heiligen (Ünnepi ének Károly Ágost emlékművének felavatására) (1875)
- S.49, Weihnachtslied (O heilige Nacht) (Karácsonyi ének) (1876 után)
- S.50, 12 Alte deutsche geistliche Weisen (Chorales) (12 régi német egyházi ének) (1878–79)
- S.51, Gott sei uns gnädig und barmherzig (Egyházi áldás) (1878)
- S.52, Septem Sacramenta. Responsoria com organo vel harmonio concinente (1878)
- S.53, Via crucis (1878–79)
- S.54, O Roma nobilis (1879)
- S.55, Ossa arida (1879)
- S.56, Rosario [4 korál] (1879)
- S.57, In domum Domino imibus (1884?)
- S.58, O sacrum convivium (1884?)
- S.59, Pro Papa (ca. 1880)
- S.60, Zur Trauung. Geistliche Vermählungsmusik (Ave Maria III) (Egyházi esküvőzene) (1883)
- S.61, Nun danket alle Gott (1883)
- S.62, Mariengarten (kb. 1884)
- S.63, Qui seminant in lacrimis (1884)
- S.64, Pax vobiscum! (1885)
- S.65, Qui Mariam absolvisti (1885)
- S.66, Salve Regina (1885)

### Világi kórusművek
- S.67, Beethoven Cantata No. 1: Festkantate zur Enthüllung (Ünnepi kantáta a bonni Beethoven-emlékmű leleplezésére) (1845)
- S.68, Beethoven Cantata No. 2: Zur Säkularfeier Beethovens (2. Beethoven-kantáta) (1869–70)
- S.69, Chöre zu Herders Entfesseltem Prometheus (Kórusművek Herder Megszabadított Prometeuszához) (1850)
- S.70, An die Künstler (Schiller) (A művészekhez) [első/második/harmadik változat] (1853, 1853, 1856)
- S.71, Gaudeamus igitur. Humoreske  (1869)
- S.72, Vierstimmige Männergesänge [4 korál] (Négyszólamú férfikarok, a Mozart-alapítvány számára) (1841)
- S.73, Es war einmal ein König (Volt egyszer egy király) (1845)
- S.74, Das deutsche Vaterland (A német haza) (1839)
- S.75, Über allen Gipfeln ist Ruh (Goethe) (Vándor éji dala) [első/második változat] (1842, 1849)
- S.76, Das düstre Meer umrauscht mich (A komor tenger zúg körülöttem) (1842)
- S.77, Die lustige Legion (A. Buchheim) (A vidám légió) (1846)
- S.78, Trinkspruch (Bordal) (1843)
- S.79, Titan (Schobert) (1842–47)
- S.80, Les Quatre Éléments (Autran) (A négy elem) (1845)
- S.81, Le Forgeron (de Lamennais) (A kovács) (1845)
- S.81a, A patakhoz (Garay János) (1846)
- S.82, Arbeiterchor (de Lamennais?) (A munka himnusza) (1848)
- S.83, Ungaria-Kantate (Hungaria-kantáta) (1848)
- S.84, Licht, mehr Licht (Világosságot, több világosságot) (1849)
- S.85, Chorus of Angels from Goethe's Faust (Angyalkórus Goethe Faustjából) (1849)
- S.86, Festchor zur Enthüllung des Herder-Denkmals in Weimar, A. Schöll Ünnepi kórus a weimari Harder-emlékmű leleplezésére (1850)
- S.87, Weimars Volkslied (Cornelius) (Weimari népdal) [6 változat] (1857)
- S.88, Morgenlied (Hoffmann von Fallersleben) (Reggeli dal) (1859)
- S.89, Mit klingendem Spiel (Csengő játékkal) (1859–62 ?)
- S.90, Für Männergesang (Katonadal) [12 férfikar] (1842–60)
- S.91, Das Lied der Begeisterung (A lelkesedés dala) (1871)
- S.92, Carl August weilt mit uns. Festgesang zur Enthüllung des Carl-August-Denkmals in Weimar am 3 September 1875 (Ünnepi ének a weimari Károly Ágost-emlékmű leleplezésére) (1875)
- S.93, Ungarisches Königslied (Magyar királydal Ábrányi Kornél) [6 változat] (1883)
- S.94, Gruss (Üdvözlet) (1885?)

### Zenekari művek

#### Szimfonikus költemények
- S.95, Poème symphonique No. 1, Ce qu'on entend sur la montagne (Amit a hegyen hallani) [első/második/harmadik változat] (1848–49, 1850, 1854)
- S.96, Poème symphonique No. 2, Tasso, Lamento e Trionfo (Tasso, panasz és diadal) [első/második/harmadik változat] (1849, 1850–51, 1854)
- S.97, Poème symphonique No. 3, Les Préludes (1854)
- S.98, Poème symphonique No. 4, Orpheus (1853–54)
- S.99, Poème symphonique No. 5, Prometheus [első/második változat] (1850, 1855)
- S.100, Poème symphonique No. 6, Mazeppa [első/második változat] (1851, b. 1854)
- S.101, Poème symphonique No. 7, Festklänge (Ünnepi hangok) [1863-as módosításokkal] (1853)
- S.102, Poème symphonique No. 8, Héroïde funèbre (Hősi sirató) [első/második változat] (1849–50, 1854)
- S.103, Poème symphonique No. 9, Hungaria (1854)
- S.104, Poème symphonique No. 10, Hamlet (1858)
- S.105, Poème symphonique No. 11, Hunnenschlacht (Hunok csatája) (1856–57)
- S.106, Poème symphonique No. 12, Die Ideale (Az ideálok) (1857)
- S.107, Poème symphonique No. 13, Von der Wiege bis zum Grabe (A bölcsőtől a sírig) (1881–82)

#### Egyéb zenekari művek
- S.108, Eine Faust-Symphonie (Faust-szimfónia) [első/második változat] (1854, 1861)
- S.109, Eine Symphonie zu Dante's Divina Commedia (Dante-szimfónia) (1855–56)
- S.110, Deux Épisodes d'apres le Faust de Lenau (Két epizód Lenau Faustjából) [két darab] (1859–61)
- S.111, Zweiter Mephisto-Walzer (Második Mefisztó-keringő) (1881)
- S.112, Trois Odes Funèbres (Három gyászóda) (1860–66)
- S.113, Salve Polonia (Közjáték a Szent Szaniszló oratóriumból) (1863)
- S.114, Künstlerfestzug zur Schillerfeier (Művészek menete a Schiller-ünnepélyen) (1857)
- S.115, Festmarsch zur Goethejubiläumsfeier (Ünnepi induló a Goethe-jubileum ünnepére) [első/második változat] (1849, 1857)
- S.116, Festmarsch nach Motiven von E.H.z.S.-C.-G. (Ünnepi induló Ernst Sachen-Coburg-Gotahai herceg Diana von Solange című operájából) (1857)
- S.117, Rákóczy March (Rákóczi-induló) (1865)
- S.118, Ungarischer Marsch zur Krönungsfeier in Ofen-Pest (am 8 Juni 1867) (Magyar koronázási induló) (1870)
- S.119, Ungarischer Sturmmarsch (Magyar rohaminduló) (1875)

### Versenyművek
- S.120, Grande Fantaisie Symphonique (Nagy szimfonikus fantázia) (1834)
- S.121, Malediction  (Átok) (1833)
- S.122, Fantasie über Beethovens Ruinen von Athen (Fantázia Beethoven Athén romjai című művének témájára) [első/második változat] (1837?, 1849)
- S.123, Fantasie über ungarische Volksmelodien (Magyar fantázia) (1852)
- S.124, 1., Esz-dúr zongoraverseny [első/második változat] (1849, 1856)
- S.125, 2., A-dúr zongoraverseny [első/második változat] (1839, 1849)
- S.125a, 3. zongoraverseny (1836–39)
- S.126, Totentanz (Haláltánc) (1849, 1859)
- S.126a, Zongoraverseny „magyar stílusban” (1885)

### Kamarazene
- S.126b, Zwei Waltzer [2 darab] (1832)
- S.127, Duo (Sonata) – Sur des thèmes polonais (1832–35 ?)
- S.128, Grand duo concertant sur la Romance de M.Lafont Le Marin [első/második változat] (kb. 1835–37, 1849)
- S.129, Epithalam zu Eduard. Reményis Vermählungsfeier (1872)
- S.130, Élégie No. 1 [első/második/harmadik változat] (1874)
- S.131, Élégie No. 2 (1877)
- S.132, Romance oubliée (1880)
- S.133, Die Wiege (1881?)
- S.134, La lugubre gondola [első/második változat] (1883?, 1885?)
- S.135, Am Grabe Richard Wagners (1883)

### Zongoraművek

#### Etűdök
- S.136, Études en douze exercices dans tous les tons majeurs et mineurs [első változat, 12 darab] (1826)
- S.137, Douze Grandes Études [második változat, 12 darab] (1837)
- S.138, Mazeppa (1840)
- S.139, Douze Études d'exécution transcendante (Transzcendens etűdök) [végső változat, 12 darab] (1851)
- S.140, Études d'exécution transcendante d'après Paganini [első változat, 6 darab] (1838–39)
- S.141, Grandes Études de Paganini (Paganini-etűdök) [második változat, hat darab] (1851)
- S.142, Morceau de Salon, Étude de perfectionnement  (1840)
- S.143, Ab Irato, Étude de perfectionnement [második változat] (1852)
- S.144, Trois Études de concert (Három hangverseny-etűd) [három darab] (1848?)
- S.145, Zwei Konzertetüden (Két hangverseny-etűd) [két darab] (1862–63)
- S.146, Technische Studien [68 tanulmány] (kb. 1868–80)

#### Egyéb művek
- S.147, Variation sur une valse de Diabelli (1822)
- S.148, Huit Variations (1824?)
- S.149, Sept Variations brillantes dur un thème de G. Rossini (1824?)
- S.150, Impromptu brillant sur des thèmes de Rossini et Spontini (1824)
- S.151, Allegro di bravura (1824)
- S.152, Rondo di bravura (1824)
- S.152a, Klavierstück (?)
- S.153, Scherzo in G minor (1827)
- S.153a, Marche funèbre (1827)
- S.153b, Grand Solo caractèristique d'apropos une chansonette de Panseron [magántulajdon, kottája hozzáférhetetlen] (1830–32)[2]
- S.154, Harmonies poétiques et religieuses (1833, 1835)
- S.155, Apparitions [három darab] (1834)
- S.156, Album d'un Voyageur (1835–38)
- S.156a, Trois morceaux suisses [három darab] (1835–36)
- S.157, Fantaisie romantique sur deux mélodies suisses (1836)
- S.157a, Sposalizio (1838–39)
- S.157b, Il penseroso [első változat] (1839)
- S.157c, Canzonetta del Salvator Rosa [első változat] (1849)
- S.158, Tre Sonetti del Petrarca [három darab, első változata az S161/4–6] (1844–45)
- S.158a, Paralipomènes à la Divina Commedia  (1844–45)
- S.158b, Prolégomènes à la Divina Commedia (1844–45)
- S.158c, Adagio in C major  (1844–45)
- S.159, Venezia e Napoli [első változat, négy darab] (1840?)
- S.160, Années de Pèlerinage. Première Année; Suisse (Zarándokévek I. Svájc) [kilenc darab] (1848–55)
- S.161, Années de Pèlerinage. Deuxième Année; Italie (Zarándokévek II. Itália) [hét darab] (1839–49)
- S.162, Venezia e Napoli. Supplément aux Années de Pèlerinage 2de volume [három darab] (1860)
- S.162a, Den Schutz-Engeln (Angelus! Prière à l'ange gardien) [négy vázlat] (1877–82)
- S.162b, Den Cypressen der Villa d'Este – Thrénodie II [első változat] (1882)
- S.162c, Sunt lacrymae rerum [első változat] (1872)
- S.162d, Sunt lacrymae rerum  (1877)
- S.162e, En mémoire de Maximilian I [Marche funèbre első változata] (1867)
- S.162f, Postludium – Nachspiel – Sursum corda! [első változat] (1877)
- S.163, Années de Pèlerinage. Troisième Année (Zarándokévek III.) [hét darab] (1867–77)
- S.163a, Andantino Pour Emile et Charlotte Loudon (1828)[3]
- S.163a/1, Albumblätter (f-mollban) (1828)
- S.163b, Albumblätter (Ah vous dirai-je, maman) (1833)
- S.163c, Albumblätter(Pressburg) (1839)
- S.163d, Albumblätter (Leipzig) (1840)
- S.164, Feuille d'album No. 1 (1840)
- S.164a, Albumblätter(Vienna) (1840)
- S.164b, Albumblätter(Leipzig) (1840)
- S.164c, Albumblätter: Exeter Preludio (1841)
- S.164d, Albumblätter (Detmold) (1840)
- S.164e, Albumblätter: Magyar (1841)
- S.164f, Albumblätter (Rákóczi-Marsch) (1841)
- S.164g, Albumblätter: Berlin Preludio (1842)
- S.165, Feuille d'album (1841)
- S.166, Albumblätter: waltzer (1841)
- S.166a, Albumblätter (E-dúr) (1843)
- S.166b, Albumblätter (Portugal) (1844)
- S.166c, Albumblätter (a-moll) (1844)
- S.166d, Albumblätter: Lyon Prélude (1844)
- S.166e, Albumblätter: Prélude omnitonique (1844)
- S.166f, Albumblätter: Braunschweig Preludio (1844)
- S.166g, Albumblätter: Serenade (1840–49)
- S.166h, Albumblätter: Andante religioso (1846)
- S.166k, Albumblätter: Friska (ca. 1846–49)
- S.166m-n, Albumblätter für Prinzessin Marie von Sayn-Wittgenstein (1847)
- S.167, Feuille d'album No. 2 [Die Zelle in Nonnenwerth, third version] (1843)
- S.167a, Ruhig
- S.167b, Miniatur Lieder
- S.167c, Albumblätter (Agnus Dei) (1860–69)
- S.167d, Albumblätter (Orpheus) (1860)
- S.167e, Albumblätter (Die Ideale) (1861)
- S.167f, Albumblätter (G-dúr) (~1860)
- S.168, Elégie sur des motifs du Prince Louis Ferdinand de Prusse [első/második változat] (1842, 1851)
- S.168a, Andante amoroso (1847?)
- S.169, Romance (O pourquoi donc) (1848)
- S.170, 1. ballada – A keresztes vitéz éneke (Le chant du croisé) (1845–48)
- S.171, 2. ballada (1853)
- S.171c, Prière de l'enfant à son reveil  (1840)
- S.171d, Préludes et Harmonies poétiques et religie (1845)
- S.171e, Litanies de Marie  (1846–47)
- S.172, Consolations – Six Penseés poétiques (Vígasztalások – Hat költői gondolat) (1849–50)
- S.172a, Harmonies poétiques et religieuses [1847] (1847)
- S.172a/3&4, Hymne du matin, Hymne de la nuit [korábban S173a] (1847)
- S.173, Harmonies poétiques et religieuses (Költői és vallásos harmóniák) [második változat] (1845–52)
- S.174, Berceuse [első/második változat] (1854, 1862)
- S.175, Két legenda [két darab] (1862–63)

1. Assisi Szent Ferenc prédikál a madaraknak
2. Paolai Szent Ferenc a hullámokon

- S.175a, Grand solo de concert (1850)
- S.176, Grosses Konzertsolo (1849–50 ?)
- S.177, Scherzo und Marsch (1851)
- S.178, h-moll szonáta (1852–53)
- S.179, Prelude after a theme from Weinen, Klagen, Sorgen, Zagen by J. S. Bach (1859)
- S.180, Változatok Johann Sebastian Bach Weinen, Klagen, Sorgen, Zagen című kantátája témájára (1862)
- S.181, Sarabande (Handel:Almira) (1881)
- S.182, Ave Maria – Die Glocken von Rom (1862)
- S.183, Alleluia et Ave Maria [két darab] (1862)
- S.184, Urbi et orbi. Bénédiction papale (1864)
- S.185, Vexilla regis prodeunt (1864)
- S.185a, Weihnachtsbaum [első változat] (1876)
- S.186, Weihnachtsbaum [második változat] (1875–76)
- S.187, Sancta Dorothea (1877)
- S.187a, Resignazione [első/második változat] (1877)
- S.188, In festo transfigurationis Domini nostri Jesu Christi (1880)
- S.189, Klavierstück No. 1 (1866)
- S.189a, Klavierstück No. 2 (1845)
- S.189b, Klavierstück (?)
- S.190, Un portrait en musique de la Marquise de Blocqueville (1868)
- S.191, Impromptu (1872)
- S.192, Fünf Klavierstücke [öt darab] (1865–79)
- S.193, Klavierstuck  (a. 1860)
- S.194, Mosonyis Grabgeleit (Mosonyi gyászmenete) (1870)
- S.195, Dem Andenken Petofis (Petőfi szellemének) (1877)
- S.195a, Schlummerlied im Grabe  (1874)
- S.196, Élégie No. 1 (1874)
- S.196a, Entwurf der Ramann-Elegie  (1877)
- S.197, Élégie No. 2 (1877)
- S.197a, Toccata (1879–81)
- S.197b, National Hymne – Kaiser Wilhelm! (1876)
- S.198, Wiegenlied (Chant du herceau) (1880)
- S.199, Nuages gris; Trübe Wolken (Szürke felhők) (1881)
- S.199a, La lugubre gondola (Der Trauergondol) (1882)
- S.200, La lugubre gondola I–II (Gyászgondola I–II) [két darab] (1882, 1885)
- S.201, R. W. – Venezia (1883)
- S.202, Am Grabe Richard Wagners (Wagner sírjánál) (1883)
- S.203, Schlaflos, Frage und Antwort  (1883)
- S.204, Receuillement (Bellini in Memoriam) (1877)
- S.205, Historische ungarische Bildnisse (Magyar történelmi arcképek) (1885)
- S.205a, Historische ungarische Bildnisse (1885)
- S.206, Trauervorspiel und Trauermarsch (1885)
- S.207, En Rêve. Nocturne (1885)
- S.207a, Prélude à la Polka de Borodine (1880)
- S.208, Unstern: Sinistre, Disastro (1880–86)

#### Táncok
- S.208a, Waltz (A-dúr) (kb. 1825)
- S.209, Grande valse di bravura [az S214/1 első változata] (1835)
- S.209a, Waltz (e-moll) (1840)
- S.210, Valse mélancolique [az S214/2 első változata] (1839)
- S.210a, Valse mélancolique  (1840)
- S.210b, Valse (A-dúr) (1830–39)
- S.211, Ländler (A-dúr) (1843)
- S.211a, Ländler (D-dúr) (1879)
- S.212, Petite Valse favorite [első/második változat] (1842, 1843)
- S.212b, Mariotte. Valse pour Marie (1840)
- S.213, Valse-Impromptu (1850?)
- S.213a, Valse-Impromptu (1880)
- S.214, Trois Caprice-Valses [3 darab] (1850?)
- S.214a, Carousel de Madame Pelet-Narbone (kb. 1875–81)
- S.215, Valses oubliées (Négy elfelejtett keringő) [4 darab] (1881–84)
- S.215a, Dritter Mephisto-Walzer (Harmadik Mefisztó-keringő) [első változat] (1883)
- S.216, Dritter Mephisto-Walzer (Harmadik Mefisztó-keringő)(1883)
- S.216a, Bagatelle sans tonalité (Hangnem nélküli bagatell) (1885)
- S.216b, Vierter Mephisto-Walzer (Negyedik Mefisztó-keringő) [első változat] (1885)
- S.217, Mephisto Polka [első/második változat] (1883)
- S.218, Galop (a-moll) (1841?)
- S.219, Grand galop chromatique [eredeti változat] (1838)
- S.219bis, Grand galop chromatique [egyszerűsített változat] (1838)
- S.220, Galop de Bal (1840?)
- S.221, Mazurka brillante (1850)
- S.221a, Mazurka (f-moll (?)
- S.222, [katalógushiba; ua. mint S.212]
- S.223, Deux Polonaises [2 darab] (1851)
- S.224, Csárdás macabre (1881–82)
- S.225, Két csárdás [két darab] (1884)
- S.226, Festvorspiel (1856)
- S.226a, Marche funèbre (1827)
- S.227, Goethe Festmarsch [első változat] (1849)
- S.228, Huldigungsmarsch [első/második változat] (1853)
- S.229, Vom Fels zum Meer! – Deutscher Siegesmarsch (1853–56)
- S.230, Bülow-Marsch (1883)
- S.230a, Festpolonaise (1876)
- S.231, Heroischer Marsch in ungarischem Stil (1840)
- S.232, Ungarischer Sturmmarsch [az S524 korábbi változata] (1843?)
- S.233, Ungarischer Geschwindmarsch (1870)
- S.233a, Siegesmarsch. Marche triomphale (?)
- S.233b, Marche hongroise (e-moll) (1844)

#### Nemzeti témájú művek

##### Cseh
- S.234, Hussitenlied (1840)

##### Angol
- S.235, God Save the Queen (1841)

##### Francia
- S.236, Faribolo Pasteur and Chanson du Béarn [2 darab] (1844)
- S.237, La Marseillaise (1872?)
- S.238, La cloche sonne (1850?)
- S.239, Vive Henri IV (1870–80 ?)

##### Német
- S.240, Gaudeamus igitur. Concert paraphrase [első/második változat] (1843, 1853)

##### Magyar
- S.241, Zum Andenken  (1828)
- S.241a, Ungarische Romanzero  [18 darab] (1853)
- S.241b, Magyar tempo (1840)
- S.242, Magyar Dalok: Magyar rapszódiák [21 darab] (1839–47)
- S.242a, Rákóczi-Marsch [első változat] (1839–40)
- S.243, Ungarische National-Melodien [három darab] (kb. 1843)
- S.243a, Célèbre mélodie hongroise (kb. 1866)
- S.244, Magyar rapszódiák [19 darab] (1846–86)
- S.244a, Rákóczi-Marsch [zenekari változat] (1863)
- S.244b, Rákóczi-Marsch [az S.244a egyszerűsített változata] (1871)
- S.244c, Rákóczi-Marsch [közismert változat] (?)
- S.245, Fünf ungarische Volkslieder (Ábrányi) [öt darab] (1873)
- S.246, Puszta-Wehmut (A puszta keserve) (1880–86 ?)

##### Olasz
- S.248, Canzone Napolitana [első/második változat] (1842)

##### Lengyel
- S.249, Glanes de Woronince [3 darab] (1847–48)
- S.249a, Mélodie polonaise [vázlat] (1871)
- S.249b, Dumka (1871)
- S.249c, Air cosaque (1871)

##### Orosz
- S.250, Deux Mélodies russes. Arabesques [2 darab] (1842)
- S.250a, Le rossignol (Alyabyev) [az S250/1 első változata] (1842)
- S.251, Abschied. Russisches Volkslied (1885)

##### Spanyol
- S.252, Rondeau fantastique sur un thème espagnol, El Contrabandista  (1836)
- S.252a, La Romanesca [first/second version] (kb. 1832, b. 1852)
- S.253, Nagy koncertfantázia spanyol dallamokra (1853)
- S.254, Spanyol rapszódia (1863)
- S.254x, Spanyol rapszódia (?)

### Zongora négykezesek
- S.256, Evőpálcika-téma variációk (1880)
- S.256a, Nottorno [valószínűleg nem Liszt írta] (?)

### Művek két zongorára
- S.257, Grosses Konzertstück über Mendelssohns Lieder ohne Worte (1834)
- S.258, pathétique (kb. 1856)

### Orgona
- S.259, Fantázia és fuga azAd nos, ad salutarem undam korálra, Giacomo Meyerbeer A próféta című operájából (1850)
- S.260, Präludium und Fuge über das Thema BACH (B-A-C-H fantázia és fúga) [első/második változat] (1855, 1870)
- S.261, IX. Pius. Pápahimnusz orgonára (1863)
- S.261a, Andante religioso (1861?)
- S.262, Ora pro nobis. Litanei (1864)
- S.263, Resignazione (1877)
- S.264, Missa pro organo lectarum celebrationi missarum adjumento inserviens (1879)
- S.265, Gebet (1879)
- S.266, Requiem für die Orgel (1883)
- S.267, Am Grabe Richard Wagners (1883)
- S.268, Zwei Vortragsstücke [2 darab] (1884)

### Dalok
- S.269, Angiolin dal biondo crin (Marchese C. Bocella) [első/második változat] (1839, ?)
- S.270, Három Petrarca-szonett (1844–45, 1854]
- S.271, Il m'aimait tant  (1840?)
- S.272, Im Rhein, im schönen Strome (Heine) [első/második változat] (1840?, 1854)
- S.273, Die Lorelie (Heine) [első/második változat] (1841, ?)
- S.274, Die Zelle im Nonnenwerth [első/második változat] (kb. 1841, 1857)
- S.275, Mignon's Lied (Kennst du das Land) (Goethe) [első/második változat] (1842, 1854, 1860)
- S.276, Comment, disaient-ils (Hugo) [első/második változat] (1842, ?)
- S.277, Bist du (Prince E. Metschersky) [első/második változat] (1843, ca. 1878–79)
- S.278, Es war ein König in Thule (Goethe) [első/második változat] (1842, ?)
- S.279, Der du von dem Himmel bist (Goethe) [első/második/harmadik változat] (1842, ?, 1860)
- S.280, Freudvoll und leidvoll (Goethe) [első/második változat] (1844, 1848?, ?)
- S.281, Apák sírja (1844)
- S.282, Oh! quand je dors (Hugo) [első/második változat] (1842, ?)
- S.283, Enfant, si j'etais roi (Hugo) [első/második változat] (1844?, ?)
- S.284, S'il est un charmant gazon (Hugo) [első/második változat](1844?, ?)
- S.285, La tombe et la Rose (Hugo) (1844?)
- S.286, Gastibelza, Bolero (Hugo) (1844?)
- S.287, Du bist wie eine Blume (Heine) (1843?)
- S.288, Was Liebe sei (C. von Hagn) [első/második/harmadik változat] (1843?, 1855 körül, 1878–79)
- S.289, Vergiftet sind meine Lieder (Heine) [első/második változat] (1842, ?)
- S.290, Morgens steh ich auf und frage (Heine) [első/második változat] (1843?, 1855 körül)
- S.291, Die tote Nachtigall (Kaufmann) [első/második változat] (1843?, 1878)
- S.292, Tell Wilmos dalok (Schiller) [három dal] (1845)
- S.293, Jeanne d'Arc au bücher (Dumas) [első/második változat] (1845, 1874)
- S.294, Es rauschen die Winde (1845 körül)
- S.295, Wo weilt er? (Rellstab) (1844)
- S.296, Ich möchte hingehn (Herwegh)  (1845)
- S.297, Wer nie sein Brot mit Tränen ass (Goethe) [első/második változat] (1845 körül)
- S.298, O lieb so lang du lieben kannst (Freiligrath) (1845?)
- S.299, Isten veled (Farewell) (Horvath) [első/második változat] (1846–47)
- S.300, Le juif errant (Béranger) (1847)
- S.301, Kling leise, mein Lied [első/második változat] (1848)
- S.301a, Oh pourquoi donc (Mme Pavloff) (1843)
- S.301b, En ces lieux. Élégie (E. Monnier) (1844)
- S.302, Die Macht der Musik  (1848–49)
- S.303, Weimars Toten. Dithyrambe (Schober) (1848 körül)
- S.304, Le vieux vagabong (Béranger) (1848 körül)
- S.305, Schwebe, schwebe, blaues Auge [első/második változat] (1845, ?)
- S.306, Über allen Gipfeln ist Ruh [első/második változat] (1847?, ?)
- S.306a, Quand tu chantes bercée (Hugo) (1843)
- S.307, Hohe Liebe (Uhland) (1850?)
- S.308, Gestorben war ich (Seliger Tod) (Uhland) (1850?)
- S.309, Ein Fichtenbaum steht einsam (Heine) [első/második változat] (1845 körül, 1854)
- S.310, Nimm einen Strahl der Sonne (1849)
- S.311, Anfangs wollt' ich fast verzagen (Heine) (1849)
- S.312, Wie singt die Lerche schön (Hoffmann von Fallersleben) (1856?)
- S.313, Weimars Volkslied (Cornelius) (1857)
- S.314, Es muss ein Wunderbares sein (Redwitz) (1852)
- S.315, Ich liebe dich (Rückert) (1857)
- S.316, Muttergottes – Sträusslein zum Mai-monate (Müller) [2 dal] (1857)
- S.317, Lasst mich ruhen (Hoffmann von Fallersleben) (1858?)
- S.318, In Liebeslust (Hoffmann von Fallersleben) (1858?)
- S.319, Ich Scheide (Hoffmann von Fallersleben) (1860)
- S.320, Die drei Zigeuner (Lenau) (1860)
- S.321, Die stille Wasserrose (Geibel) (1860?)
- S.322, Wieder möcht ich dir begegnen (Cornelius) (1860)
- S.323, Jugendglück (Pohl) (1860?)
- S.324, Blume und Duft (Hebbel) (1854)
- S.325, Die Fischertochter (Coronini) (1871)
- S.326, La Perla (Therese von Hohenlohe) (1872)
- S.327, J'ai perdu ma force est ma vie. 'Tristesse' (de Musset) (1872)
- S.328, Ihr Glocken von Marling (Emil Kuh) (1874)
- S.329, Und sprich (Biegeleben)  (1874)
- S.330, Sei Still (Henriette von Schorn) (1877)
- S.331, Gebet (Bodenstedt) (1878?)
- S.332, Einst (Bodenstedt) (1878?)
- S.333, An Edlitam (Bodenstedt) (1878?)
- S.334, Der Glückliche (Bodenstedt) (1878?)
- S.335, Go not, happy day (Tennyson) (1879)
- S.336, Verlassen (G.Michell) (1880)
- S.337, Des Tages laute Stimmen schweigen (F. von Saar) (1880)
- S.338, Und wir dachten der Toten (Freiligrath) (1880?)
- S.339, Ungarns Gott. A magyarok Istene (Petőfi) (1881)
- S.340, Ungarisches Königslied. Magyar Király-dal (Ábrányi) (1883)
- S.340a, Ne brani menya, moy drug. (Tolsztoj) (1886)

### Egyéb kórusművek
- S.341, Ave Maria IV (1881)
- S.342, Le crucifix (Hugo) (1884)
- S.343, Sancta Caecilia (1884)
- S.344, O meer im Abendstrahl (Meissner) (1880)
- S.345, Wartburg-Lieder from Der Braut Willkomm auf Wartburg (Scheffel) [7 korál] (1872)

### Recitatívók
- S.346, Lenore (Bürger) (1858)
- S.347, Vor hundert Jahren (F. Halm) (1859)
- S.348, Der traurige Mönch (Lenau) (1860)
- S.349, Des toten Dichters Liebe (Jókai) (1874)
- S.350, Der blinde Sänger (Alexei Tolstoy) (1875)

## Kivonatok, átiratok, fantáziák stb.

### Bülow
- S.351, Mazurka Fantasie, Op. 13 (1865)

### Cornelius
- S.352, Der Barbier von Bagdad [Cornelius vázlatai alapján] (1877)

### Egressy és Erkel
- S.353, Szózat und Hymnus (1873)

### Liszt
- S.354, Deux Légendes (1863)
- S.355, Vexilla regis prodeunt (1864)
- S.356, Festvorspiel (1857)
- S.357, Hódolati induló [első/második változat] (1853, 1857)
- S.358, Vom Fels zum Meer. Deutscher Siegesmarsch (1860)
- S.359, 6 Rapsodies hongroises
- S.360, A la chapelle Sixtine (Allegri & Mozart)   (1862)
- S.361, Pio IX. Der Papsthymnus (1863 körül)
- S.362, Benedictus és Offertorium a magyar koronázási miséből (1875)

### Schubert
- S.363, 4 Marches  (1859–60)

### Zarembski
- S.364, Danses galiciennes (1881)

## Zongora és zenekari művek

### Liszt
- S.365, Grand solo de concert (1850)
- S.365a, Concerto pathétique  (1885–86)
- S.365b, Hexaméron, Morceau de concert (1839 körül)

### Schubert
- S.366, Wanderer-Fantasie (1851)

### Weber
- S.367, Polonaise brillante, Op. 72 (1849)

## Dalok és zenekari művek

### Korbay
- S.368, 2 Dal (Bizet:Le Matin és Geibel:Gebet ) (1883)

### Liszt
- S.369, Die Lorelei (Heine) (1860)
- S.370, Mignons Lied (Kennst du dass Land) (Goethe) (1860)
- S.371, Die Vätergruft (Uhland) (1886)
- S.372, Songs from Schillers Wilhelm Tell (ca. 1855)
- S.373, Jeanne d'Arc au bûcher (Dumas) [első/második változat] (1858, 1874)
- S.374, Die drei Zigeuner (Lenau) (1860)

### Schubert
- S.375, 6 Dal (1860)
- S.376, Die Allmacht (1871)

### Zichy
- S.377, Der Zaubersee. Ballad (Zichy) (1884)

## Kamaraművek

### Liszt
- S.377a, La Notte (Odes Funèbre No. 2) (1864–66)
- S.378, Angelus! – Priere aux anges gardiens [első/második változat] (1877, 1880)
- S.379, Rapsodie hongroise No. 9 (Pester Karneval) (?)
- S.379a, Rapsodie hongroise No. 12 (1850–59)
- S.379b, Puszta-Wehmut (A Puszta Keserve) (ca. 1871)
- S.380, O du mein holder Abendstern from Tannhäuser (Wagner) (1852)
- S.381, Benedictus és Offertorium (1862)
- S.381a, Ungarns Gott. A magyarok Istene (Petőfi) (1882)
- S.382, Die Zelle im Nonnenwerth (1880–86 körül)
- S.383, A három cigány (1864)

## Zongora

### Opera átiratok stb.

#### Ábrányi
- S.383a, Virág dal (1881)

#### Alabieff
- S.384, Mazurka pour piano composée par un amateur de St. Petersbourg (1863)
- S.384a, Tiszántúli szép leány (1846)

#### Auber
- S.385, Grande Fantaisie sur la Tyrolienne de l'opera La Fiancée [első/második/harmadik változat] (1829, 1835, 1842)
- S.385a, Tiroli dal (1856 körül)
- S.386, Tarantella a La muette de Portici-ből (Auber), operaparafrázis  (1846, 1869)
- S.387, Auber motívumok (1846)
- S.387a, Ismeretlen téma (1847)

#### Beethoven
- S.388, Capriccio alla turca sur des motifs de Beethoven (Ruines d'Athènes) (1846)
- S.388a, Marche turque des Ruines d'Athenes (1846)
- S.388b, Fantasie über Beethoven's Ruinen von Athen [első változat] (1837)
- S.389, Fantasie über Beethoven's Ruinen von Athen [másodikváltozat] (1852)
- S.389a, Beethoven: Piano Concerto No. 3 (1879)

#### Bellini
- S.390, Reminiscences des Puritains [első/másodikváltozat] (1836, 1837)
- S.391, I Puritani – nyitány (1840)
- S.392, Hexaméron, Morceau de Concert (1837)
- S.393, Fantaisie sur des motifs favoris de l'opéra La Sonnambula [első/második/harmadik változat] (1839, 1840–41, 1874)
- S.394, Réminiscences de Norma (1841–43)

#### Berlioz
- S.395, L'Idée fixe: Andate amoroso [első/második változat] (1833 or 1846?, 1865)
- S.396, Benediction et Serment (Cellini) (1852)

#### Donizetti, Gaetano
- S.397, Réminiscences de Lucia di Lammermor (1839)
- S.398, Marche Funebre et Cavatine de Lucie de Lammermoor (1839)
- S.399, Nuit d'Été à Pausilippe [3 dal] (1839)
- S.399a, Lucrezia Borgia – Grande fantaisie  (1840)
- S.400, Réminiscences de Lucrezia Borgia [első/második változat] 1840
- S.401, Valse a capriccio sur deux motifs de Lucrezia et Parisina  (1841)
- S.402, Marche funèbre de Dom Sébastien (1844)

#### Donizetti, Giuseppe
- S.403, Giuseppe Donizetti egyik indulójának parafrázisa  (1847, 1848)

#### Duke Ernst
- S.404, Halloh! Jagdchor und Steyrer(1849)

#### Erkel Ferenc
- S.405, Hattyúdal és induló a Hunyadi Lászlóból (Erkel), operaparafrázis (1847)

#### Festetics
- S.405a, Pásztor Lakodalmas – Mélodies hongroises (1858)

#### Glinka
- S.406, Tscherkessenmarsch (Ruslan i Lyudmila) [első/második változat] (1843, 1875)

#### Gounod
- S.407, Valse de l'opéra Faust (1861 körül)
- S.408, Les Sabéennes. Berceuse de l'opéra La Reine de Saba (1861)
- S.409, Les Adieux. Rêverie sur un motif de l'opéra Romeo et Juliette (1867)

#### Halévy
- S.409a, Réminiscences de La Juive (1835)

#### Mendelssohn
- S.410, Hochzeitmarsch und Elfenreigen aus dem Sommarnachtstraum (1847–50)

#### Mercadante
- S.411, Soirée italienne. Six amusements (1838)

#### Meyerbeer
- S.412, Réminiscences des Huguenots – Grande fantaisie dramatique [első/második változat] (1836, 1842)
- S.412a, Réminiscences de Robert le Diable – Cavatine (1846?)
- S.413, Réminiscences de Robert le Diable – Valse infernale (1840)
- S.414, Illustrations du Prophète  1849–50
- S.415, Illustrations de l'Africaine  1865
- S.416, Le Moine (1841)

#### Mosonyi Mihály
- S.417, Fantaisie sur l'opéra hongrois Szép Ilonka (1865)

#### Mozart
- S.418, Réminiscences de Don Juan (1841)

#### Pacini
- S.419, Divertissement sur la cavatine "I tuoi frequenti palpiti" (1835)

#### Paganini
- S.420, Grande Fantaisie de bravoure sur La Clochette (1832–34)

#### Raff
- S.421, Andante Finale (Köning Alfred) (1853)

#### Rossini
- S.421a, Siege of Corinth  (1839?)
- S.422, Première grande fantaisie (Soirées musicales) [első/második változat] (1836)
- S.422i, La serenate e l'orgia – Première grande fantaisie (Soirées musicales) [első/második változat] (1836)
- S.423, Deuxième grande fantaisie (Soirées musicales) (1836)
- S.424, Soirées musicales [12 dal] (1837)

#### Schubert
- S.425, Mélodies hongroises [3 dal] (1839–40)
- S.425a, Mélodies hongroises  (1846)
- S.426, Schubert-indulók [3 dal] (1846)
- S.426a, Marche militaire (1870 körül)
- S.427, Soirées de Vienne [9 dal] (1852)

#### Sorriano
- S.428, Feuille morte. Elégie d'après Sorriano (1844–45)

#### Csajkovszkij
- S.429, Polonaise (Eugene Onegin) (1879)

#### Végh Janos
- S.430, Valse de concert (1882–83)

#### Verdi
- S.431, Salve Maria de Jerusalem (I Lombardi) [első/második változat] (1848, 1882)
- S.431a, Ernani – Première paraphrase de concert (1847)
- S.432, Ernani – Paraphrase de concert (No. 2) [első/második változat] (b. 1849, 1860)
- S.433, Miserere du Trovatore (1860)
- S.434, Rigoletto Paraphrase de Concert (1859)
- S.435, Don Carlos Coro e Marcia funebre (1867–68)
- S.436, Aida Danza sacra e duetto finale (1877)
- S.437, Agnus Dei a Requiemből (1877)
- S.438, Réminiscences de Boccanegra (1882)

#### Wagner
- S.439, Phantasiestück über Motive aus Rienzi (1859)
- S.440, Spinnerlied aus Der fliegende Holländer (1860)
- S.441, Ballade aus Der fliegende Holländer (1872)
- S.442, Ouvertüre zu R. Wagners Tannhäuser (1848)
- S.443, Pilgerchor aus Tannhäuser [első/második változat] (1861, 1885)
- S.444, O du mein holder Abendstern aus Tannhäuser (1848)
- S.445, Zwei stücke aus Tannhäuser und Lohengrin (1852)
- S.446, Aus Lohengrin [3 dal] (1854)
- S.447, Isoldens Liebestod aus Tristan und Isolde  (1867, ?)
- S.448, Am stillen Herd aus Die Meistersinger (1871)
- S.449, Walhall aus Der Ring des Nibelungen (1875)
- S.450, Feierlicher Marsch zum heiligen Graal aus Parsifal (1882)

#### Weber
- S.451, Freischütz-Fantasie (1840–41)
- S.452, Leyer und Schwert [4 dal] (1848)
- S.453, Einsam bin ich, nicht alleine (1848)
- S.454, Schlummerlied mit Arabesken (1848)
- S.455, Polonaise brillante (1851)

#### Zichy Géza
- S.456, Valse d'Adele (1877)

#### Ismeretlen
- S.458, Fantasy on Il Giuramento (Mercadante) (1838?)
- S.460, Kavallerie-Geschwindmarsch [anonymous] (?)

### Zongora partitúrák, átiratok stb.

#### Allegri és Mozart
- S.461, A la chapelle Sixtine [első/második változat] (1862, ?)
- S.461a, Ave verum corpus, Kv618 (1862)

#### Bach
- S.462, Sechs Praeludien und Fugen für Orgel [6 dal] (1850)
- S.463, Orgona fantázia g-mollban [első/második változat] (1860, ?)

#### Beethoven
- S.463a, Symphonie No.5 [első változat] (1837)
- S.463b, Symphonie No.6 [első változat] (1837)
- S.463c, Symphonie No.6 [második változat (1863–64)
- S.463d, Symphonie No.7 [első változat] (1837)
- S.463e, Marche funèbre  (1843)
- S.464, Beethoven szimfóniái, zongoraátirat [9 mű] (1863–64)
- S.465, Grand Septuor, Op. 20 (1841)
- S.466, Adelaïde [harmadik változat] (1847)
- S.466a, Adelaïde [első változat] (1839)
- S.466b, Adelaïde [második változat] (1840)
- S.467, Sechs Geistlicher Lieder (Gellert) [6 dal] (1840)
- S.468, Sechs Lieder von Goethe [6 dal] (1849 körül)
- S.469, An die ferne Geliebte [6 dal] (1849)

#### Berlioz
- S.470, Symphonie Fantastique (1833)
- S.471, Ouverture des Francs-Juges (1833)
- S.472, Harold en Italie  (1837)
- S.473, Marche des Pèlerins de la sinfonie Harold en Italie [első/második változat] (1837?, 1862)
- S.474, Ouverture Le Roi Lear (1837)
- S.475, Valse des Sylphes de la Damnation de Faust (1860)

#### Bertin, Louise
- S.476, Esmeralda  (1837)
- S.477, Air chanté par Massol – 'Esmeralda' (Bertin) (1837)
- S.477a, 3 pieces form 'Esmeralda' (Bertin) (1837?)

#### Bulhakov
- S.478, Russischer Galopp [első/második változat] (1843, 1843)

#### von Bülow
- S.479, Dante's Sonnett – Tanto gentile e tanto onesta (1874)

#### Chopin
- S.480, Six Chants polonais, Op. 74 [6 dal] (1847–60)

#### Conradi
- S.481, Zigeunerpolka (1847?)

#### Kjui
- S.482, Tarantella (1885)

#### Dargomizsszkij
- S.483, Tarantella (1879)

#### David, Ferdinand
- S.484, Bunte Reihe, Op. 30 [24 dal] (1850)

#### Dessauer
- S.485, Drei Lieder (1846)

#### Draeseke
- S.485a, Cantata, Der Schwur am Rütli (1870)

#### Ernst, Duke
- S.485b, Die Gräberinsel (1842)

#### Egressy és Erkel
- S.486, Szózat und Hymnus (1873)

#### Festetics
- S.487, Spanyol szerenád 1846

#### Franz
- S.488, Er ist gekommen in Sturm und Regen 1848
- S.489, Zwölf Lieder [12 dal] (1848)

#### Goldschmidt
- S.490, Liebesszene und Fortunas Kugel (1880)

#### Gounod
- S.491, Hymne à Sainte Cécile (1866)

#### Herbeck
- S.492, Tanzmomente [8 dal] (1869)

#### Hummel
- S.493, Grosses Septett, Op. 74 (1848)

#### Lassen
- S.494, Löse, Himmel, meine Seele [első/második változat](1861, 1872)
- S.495, Ich weil' in tiefer Einsamkeit (1872)
- S.496, Hebbel's Nibelungen & Goethe's Faust [4 dal] (1878–79)
- S.497, Symphonisches Zwischenspiel ('Über allen Zauber Liebe') (1882–83 körül)

#### Lessmann
- S.498, Drei Lieder ('Tannhäuser') (1882?)

#### Liszt
- S.498a, Drei Stücke aus der heilige Elisabeth (1857–62)
- S.498b, Zwei Orchesterstücke aus Christus (1862–66)
- S.498c, San Francesco – Preludio (1862–66)
- S.499, Cantico del Sol di San Francesco d'Assisi (1881)
- S.499a, San Francesco – Preludio per il Cantico del Sol (1880)
- S.500, Excelsior! – Preludio (1875)
- S.501, Benedictus und Offertorium (Missa Coronationalis) (1867)
- S.502, Weihnachtslied II (1864)
- S.503, Slavimo Slavno Slaveni! (1863)
- S.504, Ave Maria II (in D) [első/második változat] (1870, 1873)
- S.504a, Via Crucis [15 pieces] (1878–79)
- S.504b, Choräle [11 pieces] (1878–79)
- S.505, Zum Haus des Herrn (In domum Domini ibimus) (1884)
- S.506, Ave maris stella (1868)
- S.507, Klavierstück aus der Bonn Beethoven-Cantata (?)
- S.507a, Schnitterchor (Pastorale – Schnitterchor aus Prometheus) (1850)
- S.508, Pastorale. Schnitterchor aus dem Entfesselten Prometheus (1861)
- S.509, Gaudeamus igitur – Humoreske (1870)
- S.510, Marche héroïque (?)
- S.511, Geharnischte Lieder [3 dal] (1861)
- S.511a, Les Préludes (Poème symphonique No. 3)
- S.511b, Orpheus (Poème symphonique No. 4)
- S.511c, Mazeppa (Poème symphonique No. 6)  (1870–79)
- S.511d, Festklänge (Poème symphonique No. 7) (1870–79)
- S.511e, Hungaria (Poème symphonique No. 9) (1872)
- S.512, Von der Wiege bis zum Grabe (Poème symphonique No. 13) (1881)
- S.513, Gretchen aus Faust-Simpfonie (b 1867 )
- S.513a, Der nächtliche Zug (?)
- S.514, Erster Mephisto-Walzer (Első Mefisztó-keringő) [eredeti változat] (1859–62)
- S.514a, Erster Mephisto-Walzer (Első Mefisztó-keringő) [átdolgozott változat] (1859–62)
- S.515, Zweiter Mephisto-Walzer (Második Mefisztó-keringő) (1881)
- S.516, Les Morts (Ode Funèbre No. 1) (1860)
- S.516a, La notte (Ode Funèbre No. 2) (?)
- S.517, Le Triomphe funèbre du Tasse (Odes Funèbre No. 3) (1866)
- S.518, Salve Polonia (a. 1863)
- S.519, Deux Polonaises de St Stanislaus (1870–79)
- S.520, Künstlerfestzug [első/második változat] (1857–60, 1883)
- S.521, Festmarsch zur Goethejubiläumsfeier [első/második változat] (1857, 1872)
- S.522, Festmarsch nach motiven von E.H.z.S.-C.-G (1857)
- S.523, Ungarischer Marsch zur Krönungsfeier in Ofen-Pest (1870)
- S.524, Ungarischer Sturmmarsch [első/második változat] (?, 1875)
- S.525, Totentanz. Paraphrase on Dies Irae (1860–65)
- S.526, Epithalam zu Eduard Reményis Vermählungsfeier (?)
- S.527, Romance oubliée (?)
- S.527bis, Romance oubliée (1880)
- S.529, Fantasie und Fuge über das Thema BACH (B-A-C-H fantázia és fúga) [első/második változat] (1856, 1870)
- S.530, L'Hymne du Pape. Inno del Papa. Der Papsthymnus (1864)
- S.531, Buch der Lieder I [5 dal] (?)
- S.532, Die Lorelei (Heine) [második változat] (1861)
- S.533, Il m'aimait tant (Delphine Gay) (1842)
- S.534, Die Zelle in Nonnenwerth (Felix Lichnowski) [első/második/negyedik változat] (1842, 1860, 1880)
- S.535, Comment, disaient-ils [Buch der Lieder II] (1845?)
- S.536, O quand je dors [Buch der Lieder II] (1847?)
- S.537, Enfant, si j'étais roi [Buch der Lieder II] (1847?)
- S.538, S'il est un charmant gazon [Buch der Lieder II] (1847?)
- S.539, La tombe et la rose [Buch der Lieder II] (1847?)
- S.540, Gastibelza [Buch der Lieder II] (1847?)
- S.541, Szerelmi álmok Nr. 1–3 (Liebesträume) (kb. 1850)
- S.542, Weimars Volkslied [első/második változat] (1857, ?)
- S.542a, Ich liebe dich (?)
- S.542b, Fanfare zur Enthüllung des Carl-Augusts Monument (?)
- S.543, Ungarns Gott. A magyarok Istene (Petőfi)  (1881)
- S.544, Ungarisches Königslied. Magyar Király-dal (Ábrányi) (1883)
- S.545, Ave Maria IV (1881)
- S.546, Der blinde Sänger (Alexei Tolstoy) [Szóló változat] (1878)
- S.546a, O Roma nobilis (1879)

#### Mendelssohn
- S.547, Sieben Lieder (from Opp. 19, 34, 47) [7 dal] (1840)
- S.548, Wasserfahrt and Der Jäger Abschied  [2 dal] (1848)

#### Meyerbeer
- S.549, Festmarsch zu Schillers 100-Jähriger Geburtsfeier (?)

#### Mozart
- S.550, Zwei Transcriptionen über Themen aus Mozart's Requiem, K626 [2 dal] (1862)

#### Pezzini
- S.551, Una stella amica. Mazurka (?)

#### Raff
- S.551a, Einleitung und Coda zu Raffs Walzer in Desz-dúr (opus 54/1) (1880)

#### Rossini
- S.552, Ouverture de l'opéra Guillaume Tell (1838)
- S.552a, Caritas(1847)
- S.552b, La caritá  (1847)
- S.553, Deux Transcriptions [2 dal] (1847)

#### Rubinstein
- S.554, Zwei Lieder [2 dal] (1880)
- S.554a, Einleitung und Coda sur des notes fausses (1880)

#### Saint-Saëns
- S.555, Danse macabre, Op. 40 (1876)

#### Schubert
- S.556, Die Rose [első/második változat] (1832, 1837, 1838)
- S.557, Lob der Tränen (1837)
- S.557a, Erlkönig [első változat] (?)
- S.557b, Meeresstille [első változat] (?)
- S.557b/bis, Meeresstille [első változat]  (?)
- S.557c, Frühlingsglaube [első változat]  (?)
- S.557d, Ave Maria (Ellens dritter Gesang) [első változat](?)
- S.558, 12 Lieder (1837–38)
- S.558bis, 12 Lieder (1839 körül)
- S.559, Der Gondelfahrer, Op. 28 (1838)
- S.559a, Sérénade  (1837)
- S.560, Schwanengesang [14 dal] (1838–39)
- S.560bis, Schwanengesang  (1839 körül)
- S.561, Winterreise [12 dal] (1839)
- S.561, Winterreise [alternatív változatok] (1839 körül)
- S.562, Geistliche Lieder [4 dal] (1841)
- S.563, Hat dal (Schubert), zongoraátírat [6 pieces, 1st by Weyrauch] (1844)
- S.564, Die Forelle [second version] (1846)
- S.565, Six Mélodies favorites de La belle meunière [6 dal] (1846)
- S.565bis, Müller-dalok (Schubert), zongoraátírat [6 pieces, revised versions] (1879 körül)
- S.565a, Wandererfantasie (Grosse Fantasie in C-dúr) (1868 körül)
- S.565b, Schubert's Impromptus [2 dal] (1868 körül)

#### Schumann
- S.566, Widmung, Liebeslied (1848)
- S.566a, Widmung, Liebeslied (1848)
- S.567, An den Sonnenschein, Rotes Röslein (1861)
- S.568, Frühlingsnacht (Überm Garten durch die Lüfte) (1872)
- S.569, Zehn Lieder von Robert und Clara Schumann [10 dal] (1872)
- S.570, Provençalisches Minnelied (1881)

#### Smetana
- S.570a, Einleitung und Coda zu Smetanas Polka (de salon, opus 7/1) (1880)

#### Spohr
- S.571, Die Rose aus Zemire und Azor (1876)

#### Tausig
- S.571a, Einleitung und Schlußtakte zu Tausigs dritter Valse-Caprice (1880)

#### Szabady és Massenet
- S.572, Revive Szegedin (1879)

#### Széchényi Imre
- S.573, Bevezetés és magyar indulò (1872)

#### Tirindelli
- S.573a, Seconda mazurka variata (1880)

#### Weber
- S.574, Ouverture Oberon (1846?)
- S.575, Freischütz-nyitány (Weber), zongoraátírat (1840–41)
- S.576, Jubelouverture (1846)
- S.576a,  Konzertstück, Op. 79 (1868 körül)

#### Wielhorsky, Michael
- S.577, Lyubila ya [első/második változat] (1843, ?)

## Zongora négykezesek

### Field
- S.577a, 11 Nocturnes (?)

### Liszt
- S.578, St. Elisabeth (4 dal)(1862)
- S.579, Christus Oratorio ' (?)
- S.580, Excelsior! – Preludio (?)
- S.581, Benedictus és Offertorium (1869)
- S.582, O Lamm Gottes, unschuldig (1878–79)
- S.583, Via Crucis (?)
- S.584, Festkantate zur Enthüllung des Beethoven-Denkmals in Bonn (1845)
- S.585, Pastorale. Schnitterchor aus dem Entfesselten Prometheus (1861)
- S.586, Gaudeamus igitur. Humoreske (1870)
- S.587, Marche héroique (?)
- S.588, Weimars Volkslied (Cornelius) (1857)
- S.589, Ce qu'on entend sur la montagne (Poème symphonique No. 1) (1874)
- S.590, Tasso, Lamento e Trionfo (Poème symphonique No. 2) (1858)
- S.591, Les Préludes (Poème symphonique No. 3) (1858 körül)
- S.592, Orpheus (Poème symphonique No. 4) (ca. 1858)
- S.593, Prometheus (Poème symphonique No. 5) (1858)
- S.594, Mazeppa (Poème symphonique No. 6) (1874)
- S.595, Festklänge (Poème symphonique No. 7) (1854–61)
- S.596, Hungaria (Poème symphonique No. 9) (1874?)
- S.569a, Héroïde funèbre (Poème symphonique No. 8) (1877 körül)
- S.596b, Hunnenschlacht (Poème symphonique No. 11) (1877 körül)
- S.596c, Die Ideale (Poème symphonique No. 12) (1874–77 körül)
- S.597, Hamlet (Poème symphonique No. 10) (1874)
- S.598, Von der Wiege bis zum Grabe (Poème symphonique No. 13)  (1881)
- S.599, Lenau: Faust (2 részlet) (1861–62)
- S.600, Mephisto Waltz No. 2 (1881)
- S.601, Les Morts (Ode Funébre No. 1) (1866)
- S.602, La Notte (Ode Funébre No. 2) (1866)
- S.603, Le Triomphe Funèbre du Tasse (Ode Funébre No. 3) (1866?)
- S.604, Salve Polonia (1863)
- S.605, Künstlerfestzug zur Schillerfeier (1859)
- S.606, Festmarsch zur Goethejubiläumsfeier (1858 körül)
- S.607, Festmarsch nach Motiven von E.H. zu S.-C.-G. (1859 körül)
- S.608, Rákóczy March (1870)
- S.609, Ungarischer Marsch zur Krönungsfeier in Ofen-Pest (1870)
- S.610, Ungarischer Sturmmarsch (1875)
- S.611, Epithalam (1872)
- S.612, Elégie (1874)
- S.613, Weihnachtsbaum (1876)
- S.614, Dem Andenken Petöfis (Petőfi Szellemének) (1877)
- S.615, Grande Valse di Bravura (1836)
- S.616, Grand Galop Chromatique (1838)
- S.617, Csárdás macabre (1882)
- S.618, Csárdás obstiné (1884 körül)
- S.618a, Vom Fels zum Meer. Deutscher Siegesmarsch (?)
- S.619, Bülow-Marsch (1883 körül)
- S.619a, Festpolonaise (1876)
- S.620, Hussitenlied (Melody by J.Krov) (1840)
- S.621, Rapsodie Hongroises (1874)
- S.622, Rapsodie hongroise No. 16 (1882)
- S.623, Rapsodie hongroise No. 18 (1885)
- S.623a, Rapsodie hongroise No. 19 (ca. 1885)
- S.624, Ad nos, ad salutarem undam (1850)
- S.625, L'Hymne du Pape (Der Papsthymnus) (1865)
- S.626, Ungarisches Königslied. Magyar Király-dal (Ábrányi) (1883)
- S.627, Fantaisie sur des motifs de l'opéra La Sonnambula (Bellini) (1852)
- S.628, Bénédiction et serment  (1852)
- S.628a, Marche et cavatine  (?)
- S.628b, Szózat und Hymnus (Egressy és Erkel) (1873)
- S.629, Tscherkessenmarsch (Glinka) (1843)
- S.630, Réminiscences de Robert le Diable – Valse infernale (Meyerbeer) (1841–43)
- S.631, Andante finale und Marsch (Raff) (1853)
- S.632, 4 Marches (Schubert) (1879)
- S.633, A la chapelle Sixtine (Allegri Mozart) (1865)
- S.634, Grand Septuor Op. 20 (Beethoven) (1841)

### Mozart
- S.634a, Adagio (Mozart) (1875–81?)

## Két zongora

### Liszt
- S.635, Ce qu'on entend sur la montagne (Poème symphonique No. 1) (1854–57)
- S.636, Tasso, Lamento e Trionfo (Poème symphonique No. 2) (ca. 1857)
- S.637, Les Préludes (Poème symphonique No. 3) (1854–56)
- S.638, Orpheus (Poème symphonique No. 4) (1854–56)
- S.639, Prometheus (Poème symphonique No. 5) (1855–56)
- S.640, Mazeppa (Poème symphonique No. 6) (1855)
- S.641, Festklänge (Poème symphonique No. 7) (1853–56)
- S.642, Héroide Funèbre (Poème symphonique No. 8) (1854–56 körül)
- S.643, Hungaria (Poème symphonique No. 9) ( 1854–61 körül)
- S.644, Hamlet (Poème symphonique No. 10) (1858–61 körül)
- S.645, Hunnenschlacht (Poème symphonique No. 11) (1857)
- S.646, Die Ideale (Poème symphonique No. 12) (1857–58)
- S.647, Faust Symphony (1856)
- S.648, Dante Symphony (1856–59 körül)
- S.649, Fantasie über Beethovens Ruinen von Athen (1865)
- S.650, Piano Concerto No. 1 (1853)
- S.651, Piano Concerto No. 2  (1859)
- S.652, Totentanz. Paraphrase on Dies Irae (1859)
- S.653, Wandererfantasie (Schubert) (1859)
- S.654, Hexaméron, Morceau de Concert (1837)
- S.655, Réminiscences de Norma (Bellini) (1841)
- S.656, Réminiscences de Don Juan (Mozart) (1841)
- S.657, Symphony No. 9 (Beethoven) (1851)
- S.657a/1, Piano Concerto No. 3 (Beethoven) (1878)
- S.657a/2, Piano Concerto No. 4 (Beethoven) (1878)
- S.657a/3, Piano Concerto No. 5 (Beethoven) (1878)
- S.657b, Bülow-Marsch  (1884)

## Orgona

### Allegri és Mozart
- S.658, Látomás a Sixtusi-kápolnában (1862)

### Arcadelt
- S.659, Ave Maria (1862)

### Bach
- S.660, Einleitung und Fuge aus der Motette Ich hatte viel Bekümmernis und Andante Aus tiefer Not [2 dal] (1860)
- S.661, Adagio (Bach)  (1864)

### Chopin
- S.662, 2 Préludes  (1863)

### Lassus
- S.663, Regina coeli laetare (1865)

### Liszt
- S.664, Tu es Petrus from Christus (1867)
- S.665, San Francesco (1880)
- S.666, Excelsior! – Preludio (?)
- S.667, Offertorium a magyar koronázási miséből (1867)
- S.668, Slavimo Slavno Slaveni (1863)
- S.669, Zwei Kirchenhymnen [2 dal] (1877)
- S.670, Rosario [3 dal] (1879)
- S.671, Zum Haus des Herrn (In domum Domini ibimus) (1884)
- S.672, Weimars Volkslied (Cornelius) (1865)
- S.673, Variációk „Wienen, Klagen, Sorgen, Zagen” (Bach) (1863)
- S.674, Ungarns Gott. A magyarok Istene (Petőfi) (1882)
- S.674a, O sacrum convivium [2 változat] (?)

### Nicolai
- S.675, Kirchliche Festoverture (1852)

### Wagner
- S.676, Pilgerchor (Wagner:Tannhäuser) (1860)

## Orgona és más hangszerek
- S.677, Hosannah (orgona és harsona) (1862)
- S.678, Offertorium és Benedictus (1869)
- S.679, Cujus animam (Rossini:Stabat Mater)

## Recitatívók
Draeseke
- S.686, Helges Treue (Draeseke) (1860)

## Appendix

### Befejezetlen munkák
- S.687, Sardanapale (Byron) [opera] (?)
- S.688, Oratorio – Die Legende vom heiligen Stanislaus [korál] (1873–85)
- S.688a, St Stanislaus fragment [zongora] (1880–86)
- S.689, Singe, wem Gesang gegeben [korál] (1847)
- S.690, Forradalmi szimfónia  (1830)
- S.691, De Profundis  (1834?)
- S.692, Violin Concerto  (1860)
- S.692a, Vivaldi:Négy évszak (1880?)
- S.692b, Anfang einer jugendsonate  (1825)
- S.692c, Allegro maestoso (1826)
- S.692d, Rákóczi-Marsch  (1839)
- S.692e, Winzerchor (Prometheus)  (1850)
- S.693, Deux marches dans le genre hongrois  (1840?)
- S.693a, Zwei Stücke aus der heilige Elisabeth  (1862)
- S.694, Fantasie über englische Themen (1840?)
- S.695, Morceau en fa majeur (1843?)
- S.695a, Litanie de Marie  (1847)
- S.695b, Zigeuner-Epos (1848 körül)
- S.696, Vierter Mephisto-Walzer (Negyedik Mefisztó-keringő) (1884)
- S.697, Fantasie über Themen aus Figaro und Don Giovanni  (1842)
- S.698, La Mandragore – Ballade de l'opéra Jean de Nivelle de L. Delibes (1880)
- S.699, La Notte (Odes Funèbre no. 2) (1864–66)
- S.700, Grand Fantaisie (Variations) sur des thèmes de Paganini 1845)
- S.700a, Variations sur Le Carnaval de Venise (Paganini) (?)
- S.701, Den Felsengipfel stieg ich einst hinan  (?)
- S.701a, Allegro di bravura  (1830 körül)
- S.701b, Marie-Poème [solo piano] (1837)
- S.701c, Andante sensibilissimo  (1880–86)
- S.701d, Melodie in Dorische Tonart (1860)
- S.701e, Dante fragment (1839)
- S.701f, Glasgow fragment (?)
- S.701g, Polnisch - sketch (1870–79)
- S.701h/1, Opera ária  [solo piano] (?)
- S.701h/2, Valse infernale (Meyerbeer)  (?)
- S.701j, Harmonie nach Rossini's Carità (La charité)  (1847)
- S.701k, Korrekturblatt  (1882)

### Kérdéses vagy elveszett művek

#### Egyházi kórusművek
- S.702, Tantum Ergo (1822)
- S.703, Psalmus No. 2 (1851)
- S.704, Requiem (?)
- S.705, A teremtés (?)
- S.706, Benedictus [kérdéses] (?)
- S.707, Excelsior [kérdéses] (?)

#### Világi kórusművek
- S.708, Rinaldo [kérdéses] (1848 körül)

#### Zenekari művek
- S.709, Salve Polonia (1863)
- S.710, Gyászinduló (?)
- S.711, Csárdás macabre  (?)
- S.712, Romance oubliée  (?)

#### Zongora és zenekar
- S.713/1, Piano Concerto (a-moll) (1825?)
- S.713/2, Piano Concerto (1825?)
- S.714, Piano Concerto  (magyar) (1885)
- S.715, Piano Concerto (olasz) (?)
- S.716, Grande fantaisie symphonique (?)

#### Kamarazene
- S.717, Trio (1825)
- S.718, Quintet (1825)
- S.719, Vivaldi:Négy évszak
- S.720, Allegro moderato (?)
- S.721, Prelude (?)
- S.722, La Notte (Odes Funèbre no.2) (1864–66)
- S.723, Tristia  (1880–86 ?)
- S.723a, Postlude (Orpheus)  (?)

#### Zongora
- S.724, Rondo és fantázia (1824)
- S.725, 3 szonáta (1825)
- S.726, Tanulmány (?)
- S.726a, Valse (?)
- S.727, Prélude omnitonique (?)
- S.728, Sospiri (Fünf Klavierstücke)  (1879)
- S.729, —
- S.730, Dem Andenken Petöfis (Petőfi Szellemének)(1877)
- S.731, Valse élégiaque (?)
- S.732, Valse Oubliée No.4 (1883–84)
- S.733, Marche hongroise   (1844)
- S.734, Ländler (?)
- S.735, Air cosaque (?)
- S.736, Kerepsi csárdás (?)
- S.737, 3 morceaux en style de danse ancien hongrois (?)
- S.738, Egy spanyol népdal (?)

##### Átiratok
- S.739, Corolian Overture (Beethoven) (?)
- S.740, Egmont Overture (Beethoven) (?)
- S.741, Le carnaval romain – Overture (Berlioz) (?)
- S.742, Duettino (Donizetti) (?)
- S.743, Gounod: Faust (?)
- S.743a, Halévy: Guitarero (1841)
- S.744, Kullak: Dom Sebastien (?)
- S.745, Gyászinduló (?)
- S.746, Andante Maestoso (?)
- S.747, Poco adagio (Missa Solemnis) (?)
- S.748, Mozart: Die Zauberflöte" (?)
- S.749, Preussischer Armeemarsch (Radovsky) (?)
- S.750, Siege de Corynthe (nyitány) (?)
- S.751, Nonetto e Mose (Rossini) (?)
- S.752, Gelb rollt (Rubinstein) (?)
- S.753, Alfonso und Estrella (Schubert) (?)
- S.754, Seconda mazurka variata (Tirindelli)  (1880)

#### Zongora négykezesek
- S.755, Sonata (?)

#### Két zongora
- S.756, Mosonyis Grabgeleit (?)
- S.757, La triomphe funébre du Tasse (?)

#### Orgona
- S.758, The Organ (Herder) (?)
- S.759, Consolation  (?)
- S.760, Cantico del sol di St. Francesco (?)
- S.761, Marche funèbre (Chopin)  (?)

#### Dalok
- S.762, Air de Chateaubriand (?)
- S.763, Strophes de Herlossohn (?)
- S.764, Kränze pour chant (?)
- S.765, Glöcken (Müller) (?)
- S.765a, L'aube naît (Hugo) (1842?)
- S.766, Der Papsthymnus (?)
- S.767, Excelsior (?)

#### Recitatívók
- S.768, Der ewige jude (Schubart) (?)

### Adalékok
- S.990, Ad nos, ad salutarem undam] [zongora átirat] (b. 1862)
- S.991, Waltz (A-dúr) [kamarazene, átirat] (?)
- S.993, Wartburg Lieder (Scheffel) [zenekar, átirat] (?)
- S.994, Grand solo caractéristique à propos d'une chansonette de Panseron [zongora, átirat] (1830–32)
- S.995, Variations de bravoure sur des thémes de Paganini [befejezetlen] (1845)
- S.996, Stabat Mater [zongora] (1870–79 ?)
- S.997, 5 Variationen über Romanze aus 'Joseph' (Méhul) (1834 körül)
- S.998, Adagio in C [zongora] (1841)
- S.999, Andante Maestoso [orgona] (?)

## Külső hivatkozások
- Összes művei – A dán Liszt Ferenc projekt